# Heringia ontarioensis
Heringia ontarioensis är en tvåvingeart som först beskrevs av Charles Howard Curran 1921.  Heringia ontarioensis ingår i släktet gallblomflugor, och familjen blomflugor. Inga underarter finns listade i Catalogue of Life.